# پیس (فلوریدا)
پیس (به انگلیسی: Pace) یک منطقهٔ مسکونی در ایالات متحده آمریکا است که در شهرستان سانتا امرسون، فلوریدا واقع شده‌است. پیس ۲۴٫۳ کیلومتر مربع مساحت و ۲۰٬۰۳۹ نفر جمعیت دارد و ۲۰ متر بالاتر از سطح دریا قرار دارد.